# 王仲
王仲（？—？），右扶风槐里县（治所位于今陕西省咸阳市兴平县）人，与妻子臧儿，生有一子两女，子名王信，长女王氏，次女王儿姁。长女和次女皆为汉景帝的后妃。长女王氏即王皇后，汉武帝的生母。王仲早逝后，葬于槐里县，其妻臧儿改嫁田氏。后来，外孙汉武帝即位，追尊王仲为共侯，置园邑二百家。